# Puckelrygg
Puckelrygg eller kongenital kyfos, är en missbildning eller förvärvad deformation av övre ryggraden som gör att den bildar en puckel.
Patologisk kyphosis kan påverka den cervikala ryggraden, ländryggen och bröstkorgen. Det är dock ovanligt att ryggraden och ländryggen påverkas. Tillståndet kan orsaka smärta och kan orsaka både neurologiskt underskott och onormal hjärt-lungfunktion funktion.

## Kultur
Quasimodo titelfiguren i Victor Hugos bok Ringaren i Notre Dame är, förutom döv och enögd, också känd för sin puckelrygg.